# Carpias floridensis
Carpias floridensis är en kräftdjursart som beskrevs av Menzies och William L. Kruczynski 1983. Carpias floridensis ingår i släktet Carpias och familjen Janiridae.
Artens utbredningsområde är Mexikanska golfen. Inga underarter finns listade i Catalogue of Life.